# Cannagara sagiva
Cannagara sagiva är en fjärilsart som beskrevs av William Schaus 1901. Cannagara sagiva ingår i släktet Cannagara och familjen mätare. Inga underarter finns listade i Catalogue of Life.